# Brachypogon demeilloni
Brachypogon demeilloni är en tvåvingeart som beskrevs av Eileen D. Grogan och Wirth 1993. Brachypogon demeilloni ingår i släktet Brachypogon och familjen svidknott. Inga underarter finns listade i Catalogue of Life.